# Otaua (rivière)
La rivière Otaua  (en anglais : Otaua River) est un cours d’eau de la région du  Northland de l’Île du Nord de la Nouvelle-Zélande.

## Géographie
C’est un affluent de la rivière Punakitere, qu’elle atteint à 5 km au sud de sa sortie dans le fleuve Waima.